# Mártires del Brasil
Los Mártires de Tazacorte o Mártires del Brasil, son el Beato Ignacio de Azevedo y sus 39 compañeros: 32 portugueses y 8 españoles (de entre 15 y 30 años), quienes se dirigían a la misión jesuítica de Brasil en el año 1570. Entre los mártires había dos sacerdotes, un diácono, veintitrés estudiantes y catorce hermanos. 
La expedición iba compuesta de 86 personas: 70 jesuitas y el resto personal seglar. Tras una larga preparación espiritual, en la Quinta del Valle del Rosal, (Quinta de Vale do Rosal) en Charneca de Caparica, partieron de Lisboa el 5 de junio de 1570 en tres naves rumbo a Brasil. Desde la Isla de Madeira, una nave tuvo que dirigirse hacia las Islas Canarias para llevar una carga que transportaba; en ella viaja el padre Azevedo con 39 jesuitas y presintiendo la cercanía de corsarios calvinistas, pide voluntarios ante un posible martirio; cuatro abandonaron la expedición, y en su lugar se ofrecieron voluntarios otros de las restantes naves. 
Llegando a la Isla de la Palma en Canarias, hicieron escala en el lugar de Tazacorte, dónde en la ermita de Nuestra Señora de las Angustias , celebró por última vez la Sagrada Eucaristía, y según cuenta la tradición, el Padre Ignacio, al sumir la sangre del Señor tuvo la revelación divina de su glorioso martirio, tan grande fue su impresión que mordió el borde del Cáliz, y dejó una mella de sus dientes en él (este Cáliz sigue estando en la Parroquia de San Miguel Arcángel de Tazacorte), unos días después al continuar su ruta hacia el puerto de Santa Cruz de la Palma, frente a la punta de Fuencaliente de La Palma, la nave fue atacada por corsarios hugonotes calvinistas, al mando del pirata Jacques de Sores. El padre Ignacio de Azevedo, al verlos, con una imagen de la Virgen María entre sus manos, alentó a su joven grupo de misioneros a ofrecer sus vidas por Cristo. Tras ser capturada la nave aquel 15 de julio de 1570, los 40 jesuitas fueron martirizados, siendo apuñalados y lanzados vivos al mar.
Ese mismo día, Santa Teresa de Jesús tuvo una visión en que veía a los cuarenta mártires subir al cielo y ser coronados, entre ellos estaba un sobrino suyo: Francisco Pérez Godoy. E igualmente, según se dice en los Procesos, Jerónimo Acevedo, hermano de Ignacio, en la India, tuvo la misma visión, aunque con más detalles, y también la tuvo el jesuita Juan de Madureyra, dirigido de Ignacio de Acevedo. En el fondo del mar, en las costas de Fuencaliente de La Palma hay un monumento subacuático dedicado a ellos, conocido como las “Cruces de Malpique”.
Fueron reconocidos como mártires de la fe, por los papas Gregorio XV (1623) y Benedicto XIV (1742). Pío IX declaró su beatificación el 11 de mayo de 1854. La fiesta de los mártires se celebra el 15 de julio, y en otros lugares el 17 de julio. La Compañía de Jesús los celebra unidos a otros mártires jesuitas el 19 de enero. En 1999 el Cabildo insular de La Palma y otras instituciones, hicieron un homenaje en memoria de estos mártires, sumergiendo 40 cruces de hormigón en el fondo del mar, en el lugar del martirio. Asimismo el 10 de octubre de 2014 el Cabildo de La Palma ha inaugurado un monumento consistente en  una cruz de piedra de unos cuatro metros de alto, diseñada por el artista Jorge Veda y ubicada cerca del Faro de Fuencaliente.

## Lista de los mártires

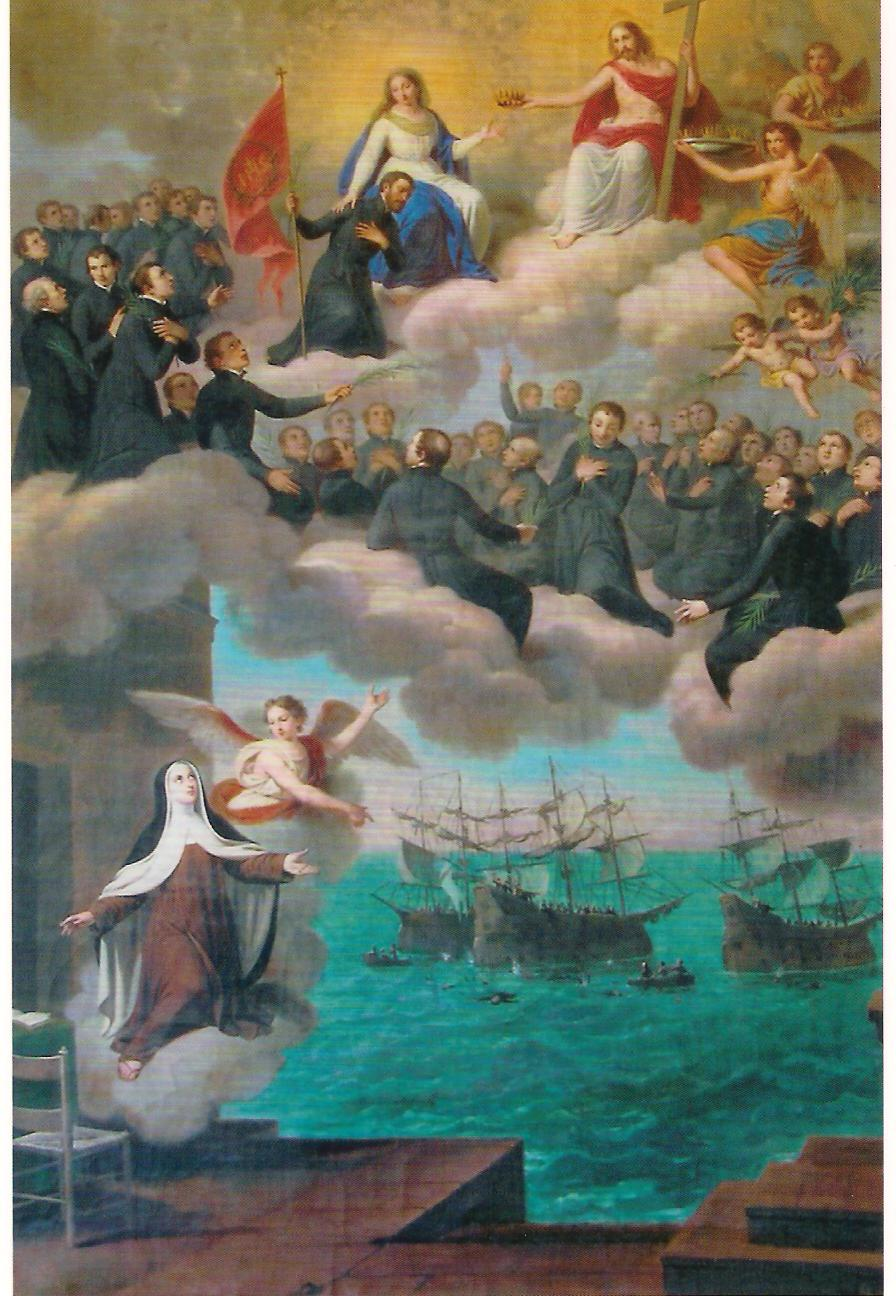
Mártires del Brasil. Visión de Santa Teresa

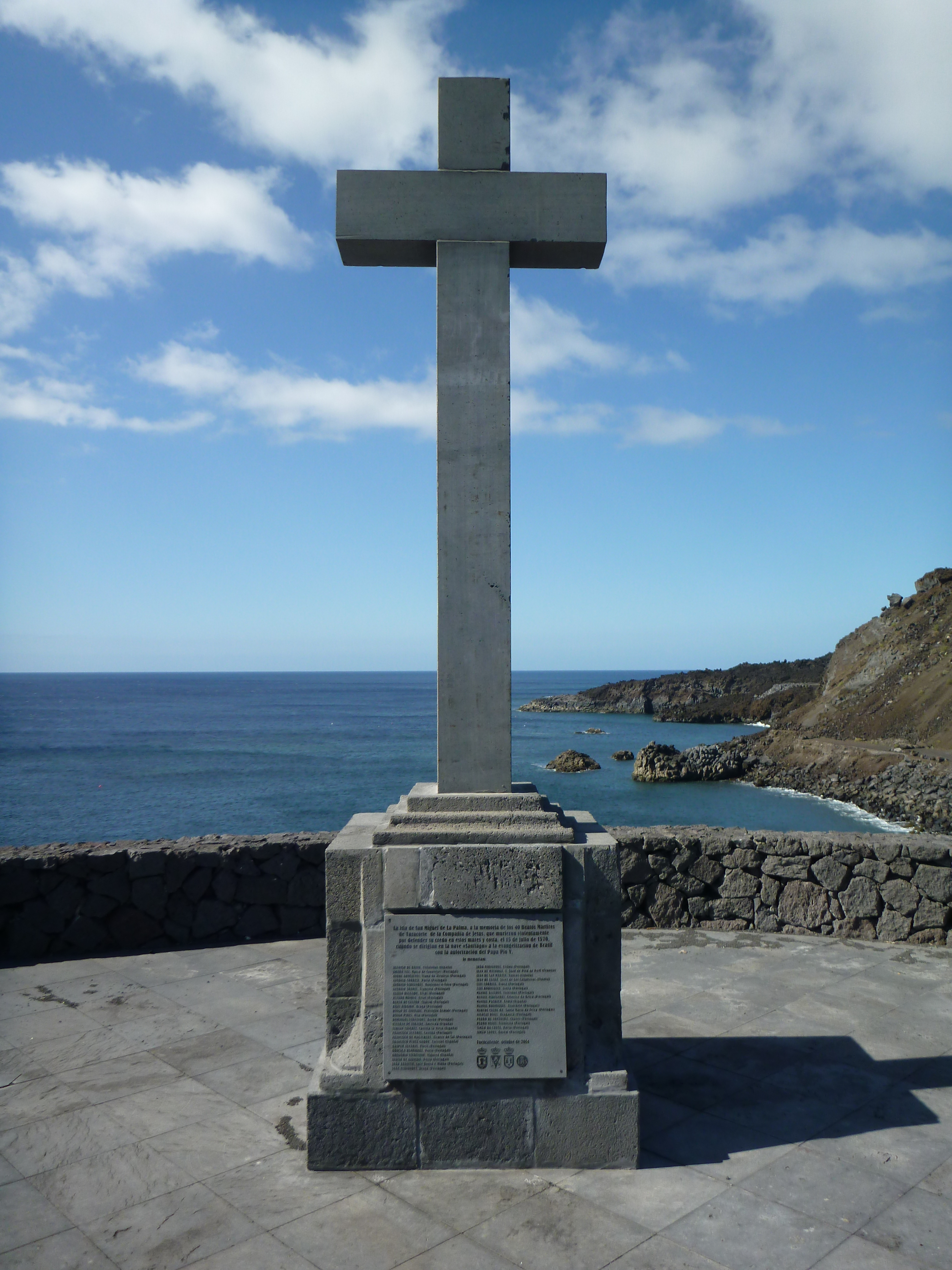
Cruz monumental en memoria de los Mártires situada junto al Faro de Tazacorte en La Palma.

1. Ignacio de Azevedo, Sacerdote y Provincial de Brasil (n. Puerto, Portugal)
2. Diego de Andrade, Sacerdote, (n. Gran Pedrógão, Portugal)
3. Benedicto de Castro, hermano, estudiante (n. Chacim, Macedo de Cavaleiros, Portugal)
4. Antonio Soares, hermano, estudiante (n. Trancoso Beira, Portugal)
5. Manuel Álvarez, hermano coadjutor (n. Estremoz, Portugal),
6. Francisco Álvares, Hermano, coadjutor (n. Covilhã, Portugal)
7. Domingos Fernandes, hermano, estudiante (n. Borba, Portugal)
8. Juan Fernandes, hermano, estudiante (n. Braga, Portugal)
9. João Fernandes, hermano novicio de 19 años, estudiante (n. Lisboa, Portugal)[1]
10. Antonio Correia, hermano, estudiante (n. Oporto, Portugal)
11. Francisco de Magalhães, hermano, estudiante (n. Fortaleza de la Sal, Portugal)
12. Marcos Caldeira, hermano, (n. Feira, Portugal)
13. Amaro Vaz, hermano coadjutor (n Benviver, Marco de Canavezes, Portugal)
14. Juan de Mayorga, hermano coadjutor (n. San Juan a Pie de Puerto, Navarra)
15. Alfonso de Baena, hermano coadjutor (n. Villatobas, Toledo, España)
16. Esteban de Zudaire,  hermano coadjutor (n. Zudaire-Améscoa, Navarra, España)
17. Juan de San Martín, hermano, estudiante (n. Yuncos, Toledo, España)
18. Juan Zafra, hermano coadjutor (n. Jerez Badajoz, España)
19. Francisco Pérez Godoy, hermano, estudiante (n. Torrijos, Toledo, España)
20. Gregorio Escribano, hermano coadjutor (n. Viguera, Logroño, España)
21. Fernando Sánchez, hermano, estudiante (n. Castilla-La Vieja, España)
22. Gonçalo Henriques, hermano, estudiante (n. Oporto, Portugal)
23. Álvaro Mendes Borralho, hermano, estudiante (n. Elvas, Portugal)
24. Pedro Nunes, hermano, estudiante (n. Frontera, Portugal)
25. Manuel Rodríguez, hermano, estudiante (n. Alcochete, Portugal)
26. Nicolás Dinis, hermano, estudiante (n. Bragança, Portugal)
27. Luis Correia, hermano, estudiante (n. Évora, Portugal)
28. Diego Pires Mimoso, hermano, estudiante (n. Nisa, Portugal)
29. Aleixo Delgado, hermano, estudiante (n. Elvas, Portugal)
30. Bras Ribeiro, hermano coadjutor (n. Braga, Portugal)
31. Luis Rodrigues, hermano, estudiante (n. Evora, Portugal)
32. André Gonçalves, hermano, estudiante (n. Viana do Alentejo, Portugal)
33. Gaspar Álvarez, hermano, estudiante (n. Oporto, Portugal)
34. Manuel Fernandes, hermano, estudiante (n. Celorico de Beira, Portugal)
35. Manuel Pacheco, hermano, estudiante (n. Ceuta, España)
36. Pedro Fontoura, hermano coadjutor (n. Chaves, Portugal)
37. Antonio Fernández, hermano coadjutor (n. Montemor-o-Novo, Portugal)
38. Simao da Costa, hermano coadjutor (n. Oporto, Portugal)
39. Simón López, hermano, estudiante (n. Ourém, Portugal)
40. Juan, el añadido,  (n. Entre Douro e Minho, Portugal)

Su fiesta se celebra el 17 de julio.